# Gele reus (vlieg)
De gele reus (Volucella inflata) is een vliegensoort uit de familie van de zweefvliegen (Syrphidae). De wetenschappelijke naam van de soort werd gepubliceerd in 1794 door Fabricius.